# Дело Лизы
«Дело Лизы» (нем. Fall Lisa) — события, связанные с исчезновением 13-летней девочки по имени Лиза из семьи выходцев из России, проживающей в Берлине. В понедельник, 11 января 2016 года, девочка утром отправилась в школу, но так и не появилась там. После более 30-часового отсутствия Лиза сообщила о похищении и изнасиловании группой лиц «арабской внешности», плохо говорящих по-немецки. На фоне европейского миграционного кризиса и, в частности, событий в Кёльне, произошедших в новогоднюю ночь, дело получило широкий резонанс в российских и немецких СМИ и привело к дипломатическим трениям между Германией и Россией. Проведённое расследование вскоре установило отсутствие как похищения, так и изнасилования. В то же время выяснилось, что Лиза ранее всё же имела сексуальные контакты с двумя совершеннолетними мужчинами, однако это произошло ещё осенью 2015 года и не имеет никакого отношения к беженцам. По факту растления лица, не достигшего 14-летнего возраста, в отношении одного из мужчин было заведено уголовное дело. 20 июня 2017 года Берлинский суд приговорил 24-летнего молодого человека к условному сроку на год и девять месяцев и денежному штрафу в 3000 евро.

## Хроника событий
11 января 2016 года Лиза, 13-летняя девочка из семьи немецких переселенцев из России, проживавшая с родителями в берлинском районе Марцан, исчезла по пути в школу, расположенную в соседнем районе Фалькенберг. Родители в тот же день заявили в полицию о пропаже ребёнка и стали распространять плакаты с информацией о девочке. Сообщение об исчезновении также было опубликовано в социальных сетях и было распространено сотни раз. На следующий день около полудня девочка появилась в районе Хеллерсдорф, где обратилась за помощью к прохожим. Вернувшись домой, Лиза рассказала родителям, что она была похищена тремя неизвестными мужчинами «арабской» внешности, плохо говорившими по-немецки, которые силой затащили её в машину и отвезли на неизвестную квартиру, где всё это время подвергали физическому и сексуальному насилию. Расследованием дела занялся отдел LKA 125 берлинской полиции, ответственный за расследование случаев насилия над детьми. Позднее мать девочки в интервью журналу «Шпигель» сообщила, что Лиза вернулась домой без футболки (куртка была надета поверх бюстгальтера), с поцарапанным лицом, кровью на губах и синяком на носу, без денег и без рюкзака.
В течение следующих дней социальные сети заполонили сообщения об изнасиловании 13-летней девочки мигрантами, сопровождающиеся обвинениями немецких правительства и СМИ в замалчивании ситуации. 13 января сообщение «Международного конвента российских немцев» о похищении и изнасиловании появилось на портале «Сайта советских немцев „Genosse“», а 14 января — в антимигрантских группах на «Фейсбуке», выступающих против общежития для беженцев в Фалькенберге. Последние даже распространяли информацию о том, что преступники являются арабскими обитателями этого общежития. Вечером 14 января пятеро мужчин, выкрикивающих слова на русском языке, атаковали лагерь мигрантов, находящийся недалеко от школы, в которой учится Лиза.
Субботним вечером 16 января в Марцане возле торгового центра Eastgate состоялся митинг при поддержке Национал-демократической партии, на котором женщина, представившаяся двоюродной сестрой девочки, выступила с обвинениями в сокрытии преступления. Видео с митинга было затем распространено через Facebook и YouTube. На митинге присутствовала также российская съёмочная группа, которая взяла интервью у нескольких посетителей митинга. Тем же вечером в эфире российского «Первого канала» вышел репортаж Ивана Благого, в котором рассказывалось о похищении и изнасиловании русской девочки тремя беженцами из арабских стран. В репортаже также звучали обвинения в сторону правительства Германии и берлинской полиции в утаивании информации о преступлениях, совершаемых мигрантами. В репортаже принимал участие и дядя девочки, который заявил о том, что полиция прикрывает преступников и оказывает давление на ребёнка. На следующий день материал с заголовком «Берлин: изнасилована несовершеннолетняя — полиция бездействует» появился на принадлежащем российскому информационному агентству «Россия сегодня» немецкоязычном портале Sputnik.
В последующие дни история получила большой резонанс в российских СМИ, обрастая при этом всё новыми подробностями. При этом количество насильников менялось от сюжета к сюжету и доходило до семи человек, а время пропажи девочки — от 30 часов до 3 дней. Так, информационная программа «Вести» сообщила 17 января, что девочку насиловали «не менее пяти молодых людей арабского происхождения», а затем «полуживую, выбросили в одном из берлинских районов». Канал НТВ сообщал, что «школьницу насиловали от трёх до семи человек». В российских СМИ приводились слова председателя «Международного конвента российских немцев» Генриха Гроута, утверждавшего, что полиция запугивает пострадавшую девочку и её семью, угрожая родителям лишением родительских прав. Показанный 16 января сюжет «Первого канала», уже снабжённый немецкими субтитрами, широко распространялся в социальных сетях. В течение января и февраля в ряде городов Германии прошли многочисленные митинги и демонстрации, требующие принятия мер по защите от насилия беженцев и отставки Меркель.

## Расследование дела и судебный процесс

### Предполагаемые похищение и изнасилование
В рамках проведённого расследования полиция дважды допрашивала Лизу, сначала в присутствии её родителей, а потом повторно 15 января — без них. В результате повторных допросов девочка отклонилась от первоначальной версии рассказа, сообщив, что добровольно поехала с мужчинами, с которыми ранее была знакома. По заявлению представителя прокуратуры Мартина Штельтнера, во время повторного допроса девочка сказала, что во время её исчезновения не было ни похищения, ни изнасилования. По сообщениям представителей прокуратуры, в результате допросов девочка в общей сложности давала четыре различные версии происшествия. Родители девочки, узнав о допросе их дочери без их присутствия, обвинили полицию в давлении на ребёнка и принуждению к изменению показаний. Полицейские посчитали эти заявления родителей девочки клеветой.
Согласно сообщениям полиции, судебно-медицинская экспертиза показала отсутствие признаков изнасилования. Прокуратура заявила об отсутствии доказательств нанесения повреждений на теле девочки третьими лицами. Адвокат семьи Алексей Данквардт призвал не драматизировать зафиксированные медиками следы побоев на теле девочки.
В понедельник 18 января пресс-служба берлинской полиции заявила, что расследование Верховного комиссара Государственного Управления уголовного розыска установило отсутствие как факта похищения, так и факта изнасилования девочки. Однако полиция отказалась сообщать какие-либо конкретные данные по делу, ссылаясь на защиту личности ребёнка и его семьи. Также на своей официальной странице в «Фейсбуке» полиция попросила пользователей социальных сетей не распространять ложные слухи о похищении и изнасиловании и проявлять чуткость при обсуждении этой щекотливой истории.
В этот же день, 18 января, многие российские СМИ со ссылкой на берлинскую полицию сообщили, что дело было закрыто и передано в прокуратуру «в связи с отсутствием состава преступления». Программа «Вести» заявила, что практически все немецкие СМИ молчат, и лишь единицы (как пример называется некий немецкоязычный сайт Contra Magazin) критикуют действия полиции, обвиняя службы правопорядка в том, что они «замяли» дело, чтобы не сеять панику среди населения. 19 января Deutsche Welle опубликовала опровержение заявлений о закрытии дела и, ссылаясь на берлинскую полицию, утверждала, что дело не закрыто и расследование продолжается.
Наконец, 29 января представитель берлинской прокуратуры Мартин Штельтнер сообщил прессе об окончательных результатах расследования. По его словам, никакого похищения или изнасилования не было, а девочка пряталась у своего знакомого, желая таким образом избежать проблем в школе. В результате анализа информации с мобильного телефона Лизы, полиция вышла на 19-летнего парня, в квартире которого при обыске были найдены личные вещи девочки. Полиция установила, что у Лизы имелись проблемы в школе. Из-за страха перед предстоящим вызовом родителей в школу девочка во время своего отсутствия находилась у своего знакомого-немца без миграционных корней и его матери. При этом никаких сексуальных контактов за это время у неё вообще не было. И молодой человек, и его мать были привлечены к расследованию в качестве свидетелей по делу, но не обвиняемых.

### Уголовное дело о растлении
В ходе расследования дела выяснились подробности, в результате которых было заведено другое уголовное дело, не имеющее прямого отношения к январскому скандалу с выдуманным похищением и изнасилованием — по факту сексуальных действий в отношении несовершеннолетней в отношении двух мужчин на тот момент 20 и 22 лет. При этом речь шла не об изнасиловании как таковом, а о сексуальных действиях, совершённых с согласия девочки, которые ввиду того, что возраст сексуального согласия в Германии составляет 14 лет, также противозаконны. Эти мужчины не относятся к беженцам, а являются гражданами Германии турецкого происхождения. Более того, рассматриваемые сексуальные действия были совершены ещё в октябре и ноябре 2015 года и не связаны напрямую с событиями, произошедшими в январе 2016 года.
В январе 2017 года стало известно о подготовке судебного процесса в отношении старшего из мужчин, который был обвинён в тяжёлом сексуальном злоупотреблении лица, не достигшего 14 лет, а также в изготовлении детской порнографии вследствие записи на мобильный телефон своих оральных сексуальных контактов с ребёнком. Было установлено, что молодому человеку было достоверно известно о возрасте девочки на момент совершения сексуальных действий с ней. В отношении второго молодого человека все обвинения были сняты, так как он смог убедительно показать, что принимал девочку за 16-летнюю и полиция не смогла доказать обратное.
20 июня 2017 года Берлинский суд после однодневного заседания счёл данный случай «случаем средней тяжести» и признал теперь уже 24-летнего Исмета С. виновным в растлении лица, не достигшего 14-летнего возраста, и изготовлении детской порнографии, и приговорил его к условному сроку на один год и девять месяцев, а также денежному штрафу в 3000 евро, который будет перечислен в фонд помощи жертвам насилия. Осужденному был установлен испытательный срок в 4 года. Судом при вынесении приговора было учтено, что подсудимый ранее не привлекался к уголовной ответственности и проявил сотрудничество в ходе следствия. Также был учтён и тот факт, что сексуальные контакты тогда 22-летнего мужчины с тогда 13-летней девочкой произошли по обоюдному согласию. Также суд ещё раз подчеркнул, что рассматриваемые на слушании сексуальные действия произошли в октябре и ноябре 2015 года, и никак не были связаны с получившим широкую огласку случаем исчезновения девочки в январе 2016 года. Обвинение, просившее срок в два года, не стало обжаловать приговор, и, таким образом, он вступил в силу. Так как обвиняемый признал себя виновным по всем пунктам обвинения, девочке не пришлось давать показаний, хотя она и находилась в зале суда. Суд по желанию семьи Лизы проходил за закрытыми дверями. Представители обвинения и суда, адвокат девочки и сам обвиняемый от общения с прессой также отказались.
Представитель МИД России Мария Захарова сочла проведённое берлинской полицией расследование «объективным и непредвзятым», однако выразила удивление «гуманностью германского правосудия».

## Митинги и демонстрации
По сообщениям «Ленты.ру», русская диаспора в Германии в целом отреагировала инертно на историю с Лизой. Тем не менее, семья девочки и население района Марцан, в котором она проживает, усомнилось в действиях полиции, что было вызвано недавними новогодними нападениями на женщин в Кёльне, когда полиция не сразу признала наличие каких-либо эксцессов и утром 1 января 2016 на сайте городского управления сообщалось, что новогодняя ночь прошла спокойно, а в прессе сообщения о масштабах произошедшего появились лишь 5 января.
16 января 2016 года в административном округе Берлина Марцан-Хеллерсдорф перед одним из торговых центров состоялся митинг, организованный праворадикальной партией НДПГ, на котором также присутствовала русскоязычная пресса. На следующий день на YouTube был размещён репортаж российского Первого канала, рассказывающий об изнасиловании русской девочки в Берлине. В репортаже родственники обвиняли полицию в принуждении девочки к изменению показаний с целью сокрытия преступлений мигрантов. Позже адвокат семьи Алексей Данквардт заявил, что обращение родственников Лизы за помощью к НДПГ было «жестом отчаяния», так как семья не знала, где ещё искать поддержки.
18 января после официального сообщения полиции в Марцане состоялся новый митинг, в котором приняло участие более 350 человек, большинство из которых составляли русскоязычные жители города. Митингующие обвинили полицию в сокрытии информации. Семья девочки также заявила о том, что будет противостоять полиции с помощью адвоката.
23 января более 700 демонстрантов с плакатами «Сегодня мой ребёнок — завтра твой ребёнок!», «Наши дети в опасности» и «Остановите насилие мигрантов!» протестовали перед зданием Ведомства федерального канцлера Германии в Берлине. Демонстрация была организована «Международным конвентом российских немцев» и берлинским отделением движения ПЕГИДА.
Митинги и демонстрации продолжились в последующие несколько дней и в других городах Германии. Так, около 1300 человек вышли на улицы в городе Филлинген-Швеннинген, около 700 — в Швайнфурте, около 500 — в Эльвангене. В общей сложности в последующие дни на улицы вышли 10-11 тысяч человек. Демонстрации были направлены против немецкой миграционной политики, а в особенности — против приёма беженцев из арабских и мусульманких стран. Праворадикальные группы (в том числе НДПГ и ПЕГИДА) оказывали активную поддержку протестам, используя их в целях разжигания антимигрантских настроений. В частности, по данным берлинской полиции, в митинге возле здания Ведомства федерального канцлера были замечены десять давно известных полиции правых экстремистов.
Протесты продолжались и после сообщений о закрытии дела. Так, в воскресенье 31 января 2016 около 500 человек, большинство из которых составляли «российские немцы» и русскоязычные мигранты, демонстрировали в Нюрнберге. Митингующие призывали к немедленной депортации криминальных беженцев, отставке канцлера Ангелы Меркель и обвиняли прессу во лжи. Эксперты отметили участие в демонстрации известных немецких ультраправых, в частности членов партии «Правая» (нем. Die Rechte). Около 250 человек в этот же день демонстрировали в Билефельде. По словам организатора билефельдской демонстрации, речь больше уже не шла только лишь о Лизе. Протестующие выступили в целом против сексуального насилия над женщинами, против беженцев и призывали к отставке Меркель.
В общей сложности с января по март 2016 года прошли более 20 демонстраций русских немцев, в первую очередь, на юго-западе Германии.
Как подытожила «Немецкая волна», через год после указанных событий тема Лизы уже редко всплывает среди выходцев из России, а многие из тех, кто тогда выходил на митинги, сегодня сожалеет об этом. Семья девочки отказывается давать интервью как немецким, так и российским журналистам. В то же время некоторые, включая инициатора митингов Генриха Гроута, продолжают настаивать на своём и обвинять власти Германии в запугивании адвоката, отстаивавшего интересы семьи Лизы.

## Юридические последствия
Немецкий юрист Мартин Луитле (нем. Martin Luithle) обратился в прокуратуру Берлина с просьбой проверить сюжет «Первого канала» и возбудить уголовное дело против его автора Ивана Благого по обвинению в разжигании межнациональной розни (параграф 130 УК ФРГ), так как снятый репортаж могут посмотреть до шести миллионов русскоязычных телезрителей в Германии. Предварительное расследование по делу было начато прокуратурой Берлина 7 февраля 2016 года. Союз журналистов Москвы выступил с официальным заявлением в поддержку российского журналиста. 19 марта 2016 года стало известно, что дело против Благого прекращено. Берлинская прокуратура не нашла достаточных оснований для подозрения журналиста в каком-либо правонарушении и не нашла доказательств того, что он осознавал недостоверность изложенных в сюжете сведений.
Тем не менее, по сообщениям СМИ, адвокат Мартин Луитле заявил полиции о поступлении угроз в его адрес, в связи с чем полиция также начала отдельное расследование. Газета «Berliner Zeitung» также подала в полицию заявление в связи с угрозами её журналистам на интернет-форумах и в социальных сетях. Издание пригрозило юридическими последствиями для всех комментаторов, которые позволяют себе недопустимые высказывания.

## Реакции

### Международный скандал
Исчезновение девочки стало причиной дипломатического скандала с участием министров иностранных дел России и Германии. Министр иностранных дел РФ Сергей Лавров на пресс-конференции 26 января в Москве обвинил германские власти в сокрытии правды о произошедшем по политическим мотивам.
В ответ на это заявление министр иностранных дел Германии Франк-Вальтер Штайнмайер сказал, что политизировать расследование дела недопустимо. Он предостерег Лаврова от использования дела в целях «политической пропаганды, разжигания настроений и влияния на и без того непростые дебаты по поводу миграции в Германии». Российский посол в Берлине был вызван в немецкий МИД «для переговоров».
В интервью 10 февраля 2016 года (уже после официального заявления берлинской полиции) Сергей Лавров назвал освещение дела Лизы в немецкой прессе «вакханалией», заявив, что «российская сторона никогда не заявляла о том, что Лизу изнасиловали». При этом Лавров сравнил уголовное преследование против журналиста Ивана Благого с судебным процессом и приговором двум журналистам в Турции, которые «разоблачили контрабанду оружия в Турцию под видом гуманитарной помощи». Пресс-секретарь МИД РФ Мария Захарова назвала начатое расследование «прямым давлением на СМИ» и «покушением на свободу слова». Захарова также раскритиковала действия немецкой полиции, которая, по её словам, не проинформировала в должной мере семью девочки, что и привело к уличным акциям, и опровергла обвинения немецкой стороны о попытках политизации ситуации. Она также упрекнула немецкую сторону в том, что Россия не была своевременно проинформирована о ситуации с несовершеннолетней гражданкой России.
По данным прессы, Лиза обладает как гражданством Германии, так и гражданством России. По этой причине в российской прессе говорилось о «гражданке России» или о девочке из «русскоязычной диаспоры», в то время как немецкие службы рассматривали девочку исключительно как немку. По словам профессора международного права из Университета имени Гумбольдта Герда Зайделя, так как преступление совершено на территории ФРГ и по отношению к гражданке ФРГ, то на него распространяется исключительно немецкое право. В то же время, по словам, Зайделя, российская сторона также имеет право на защиту своих граждан, и запросы о состоянии расследования не могут считаться вмешательством во внутренние дела Германии.

### Освещение ситуации в прессе
Немецкие СМИ сообщили об инциденте лишь после выхода упомянутого репортажа «Первого канала». При этом первое время немецкая пресса ограничивалась лишь цитированием слов полиции, а также возмущалась тем, как эту историю освещают в российских СМИ. По мнению «Ленты», такая позиция немецкой прессы диктуется самоцензурой, согласно которой информацию о криминальном поведении мигрантов не допускают в печать. В то же время немецкая правая пресса довольно активно обсуждала данную историю, усиливая антимигрантские настроения.
Немецкие таблоиды заявляли о «союзе немецких неонацистов и российской госпропаганды» в деле возбуждения антимигрантских настроений в Германии, основанием для чего стала информация Deutsche Welle, согласно которой, один из организаторов митингов, председатель «Международного конвента российских немцев» Генрих Гроут, согласовывал свои действия в Москве. Некоторые немецкие СМИ (например, Berliner Morgenpost) высказывали мнение, что правые партии, такие как НДПГ или «Альтернатива для Германии», увидели в произошедших событиях свой шанс мобилизовать и привлечь на свою сторону русскоязычных избирателей, которые ранее не проявляли особого интереса к активной политической жизни в Германии. В качестве доказательства указывался, например, тот факт, что «Альтернатива» являлась на тот момент единственной партией в стране, которая сделала официальный перевод своей предвыборной программы на русский язык.
Эксперт Российского института стратегических исследований Игорь Николайчук в общем характеризует освещение ситуации вокруг дела Лизы в немецких СМИ как имеющее «налет сенсационности». По его мнению, в Германии история подаётся «в формате мыльной оперы, но под соусом информационной войны, пронизавшей российско-германские двусторонние отношения». В свою очередь, в пресс-службе правительства Германии назвали стиль освещения российскими СМИ ситуации вокруг «дела Лизы» предвзятым.
Бывший премьер-министр Бранденбурга Маттиас Платцек объяснил основную причину эскалации ситуации чрезмерно быстрым распространением непроверенной информации через социальные сети и напряжёнными в последние годы отношениями между Германией и Россией, связанными, например, с призывами президента ФРГ к бойкоту Сочинской олимпиады 2014, делом Pussy Riot или санкциями против России в связи с украинскими событиями.
«Lenta.ru» сравнила ситуацию с освещением в прессе «дела Лизы» с освещением вооружённого конфликта на востоке Украины, когда российские журналисты обвиняли немецкие СМИ в том, что те, по их мнению, безосновательно писали о наличии российских войск на территории ДНР и ЛНР и вменяли последним вину за катастрофу «Боинга» над Донецком. В ситуации с Лизой российские СМИ также отвергали всякие обвинения германских коллег в разжигании межнациональной розни и утверждали, что они всего лишь беспристрастно описывали факты.
История с Лизой как в немецких, так и в российских медиа вызвала дискуссии о том, как вообще живётся в Германии нескольким миллионам русскоязычных мигрантов.

### Обвинения в пропаганде и информационной войне
Эксперты Европейской внешнеполитической службы назвали интенсивное освещение дела Лизы в России частью общей российской пропагандистской кампании наряду с клеветой и искажёнными фактами касательно нападений на женщин в Кёльне в новогоднюю ночь 31 декабря 2015 года и убийства молодой женщины в берлинском метро на станции Эрнст-Рейтер-Плац в январе 2016 года. «Голос Америки» со ссылкой на Рейтер утверждал, что неназванные «высокопоставленные официальные лица Германии» считают, что Россия использует миграционный кризис в Германии для подрыва доверия к Германскому канцлеру Меркель и дестабилизации Европы. Немецкие СМИ обвиняли российских коллег в использовании ситуации с целью выставить Европу «слабой», в которой «царит хаос», а также выражали опасения, что дело Лизы может быть использовано Россией в своих внешнеполитических целях, а именно для давления на канцлера Германии в вопросе об антироссийских санкциях. Пресс-секретарь президента РФ Дмитрий Песков отверг всякие обвинения, объясняя повышенное внимание к делу Лизы исключительно заботой о своих гражданах.
После инцидента с Лизой Федеральная служба защиты конституции и Федеральная разведывательная служба Германии по поручению Ведомства федерального канцлера получили задание сбора дополнительной информации о российских «пропагандистских спецоперациях» в Германии. Президент Федеральной службы защиты конституции Ханс-Георг Маасен уверен, что российские спецслужбы проводят в Германии пропагандистские спецоперации с целью повлиять на её политику. Немецкие эксперты в условиях непростых отношений между РФ и ФРГ уже давно опасались случая, который мог быть использован Кремлём для подстрекательства мигрантов из бывшего СССР. Тем не менее главред русской редакции Deutsche Welle Инго Маннтойфель считает, что несколько тысяч протестующих из общего числа в 3 500 000 выходцев из стран бывшего СССР в Германии является крайне незначительным числом и свидетельствует о том, что выходцы из стран бывшего СССР хорошо интегрированы в немецкое общество и не подвластны российской пропаганде.
В июне 2016 года на сайте немецкого Федерального центра по политическому образованию (нем. Bundeszentrale für politische Bildung) был опубликован доклад о попытках влияния российских медиа на русскоязычных мигрантов в Германии, в котором, среди прочего упоминалось и дело Лизы. В эфире первого немецкого телеканала Das Erste 4 июля 2016 года вышел получасовой специальный репортаж «Игры в тени: необъявленная война Путина против Запада» (нем. Spiel im Schatten — Putins unerklärter Krieg gegen den Westen), где также утверждалось о «мощном пропагандистском аппарате» в лице российских медиа, использовавшем трагическую историю с Лизой с целью обострения ситуации. В июле 2016 года российский немецкоязычный канал RT Deutsch обвинил центральное немецкое телевидение ARD и Федеральный центр по политическому образованию в пропаганде против RT. По словам представителей RT, немецкие СМИ безосновательно обвиняют телеканал в намеренном раздувании и ложном освещении инцидента с Лизой.
По утверждениям Deutsche Welle, немецкие политики опасаются продолжения кампании по дезинформации и распространению фальсифицированных новостей со стороны России с целью повлиять на результаты выборов в Бундестаг в 2017 году. По словам Маасена, дело Лизы показало потенциальную опасность такого влияния. Официальный представитель МИД России Мария Захарова назвала «реанимацию» истории о Лизе в немецкой прессе в январе 2017 года «информационной каруселью» с целью последующего обвинения России во вмешательстве в предстоящие выборы в Бундестаг.
В начале февраля 2017 года был опубликован окончательный 50-страничный отчёт Федеральной разведывательной службы и Федеральной службы защиты конституции, в котором говорилось об отсутствии доказательств о проведении каких-либо целенаправленных дезинформационных кампаний со стороны РФ на территории ФРГ. Тем не менее немецкие спецслужбы по-прежнему опасаются попыток информационного влияния России на население Германии, особенно в свете выборов в Бундестаг, и продолжают мониторинг российских медиа, а также планируют для этих целей сотрудничество с коллегами из Франции и Нидерландов.

## Критика действий берлинской полиции
По мнению председателя федерального правления Землячества немцев из России Вальдемара Айзенбрауна, новогодние нападения на женщин в Кёльне породили недоверие к немецкой полиции и юстиции, поэтому сообщение о случае с Лизой стало искрой, побудившей людей к активным действиям. Также Айзенбраун заявил о том, что ничего не знает ни о «Конвенте русских немцев», ставшем одним из организаторов митингов, ни о том, чьи интересы представляет эта организация. По данным газеты Berliner Morgenpost, «Конвент» является неофициальной организацией, насчитывающей не более 50 членов, хотя и претендующей на то, чтобы говорить от лица всех русских немцев. Кроме того, по данным газеты, эта организация в прошлом имела связи с НДПГ. В частности сообщается, что председатель «Конвента» Генрих Гроут в 2006 году на местных выборах в Марцане-Хеллерсдорфе был кандидатом от сегодня более несуществующей ультраправой партии Offensive D, а сегодня открыто симпатизирует идеям движения ПЕГИДА.
По словам адвоката семьи Лизы Алексея Данквардта, у него нет нареканий к профессиональной работе правоохранительных органов, которые «ведут дело с необходимой тщательностью». Тем не менее, он подверг критике нетактичные разъяснения сотрудников полиции, на основании которых у родителей сложилось впечатление о том, что полиция не намерена дальше расследовать это дело, а также плохую работу полиции с общественностью и прессой. Также Данквардт заявил, что ни Лиза, ни её семья не обвиняли беженцев в предполагаемом преступлении и попросил не политизировать ситуацию.
Такого же мнения придерживается и руководитель общественного объединения переселенцев Берлина «Vision» Александр Райзер. По его словам, полиция слишком скудно информировала общественность о состоянии расследования, а также не сразу сообщила о том, что дело не было закрыто после установления факта отсутствия похищения и изнасилования. Всё это и привело к тому, что люди стали подозревать полицию в попытках «замять» дело, следствием чего и стали массовые митинги и демонстрации.
В защиту полиции сенатор Берлина по вопросам внутренних дел Франк Хенкель отметил, что в первую очередь следует заботиться о защите личности девочки, даже если это подвергает власти критическим спекуляциям. С целью защиты неприкосновенности личной жизни потерпевших полиция до последнего не разглашала имя девочки. По этой причине в немецкой прессе поначалу использовались вымышленные имена — Elena или Maria. Настоящее имя и фамилия девочки, её фотография и даже номер автобуса, на котором девочка ездила в школу, получили огласку благодаря российским СМИ, а также распространяемым через социальные сети фотографиям объявления о розыске, расклеенным по городу семьёй девочки в день её пропажи. Также и сам адвокат семьи Лизы Алексей Данквардт неоднократно публично называл имя и фамилию девочки вопреки немецким правилам.